# Mantananidwergooruil
De Mantananidwergooruil (Otus mantananensis) is een vogelsoort uit de familie van de strigidae (uilen).

## Verspreiding en leefgebied
Deze soort is endemisch op de Filipijnen en telt vier ondersoorten:
- O. m. mantananensis: de Mantanani-eilanden (noordelijk Borneo),  Rasa en de Ursula-eilanden (zuidkust van Palawan).
- O. m. cuyensis: Cuyo en de Calamianeilanden (noordoosten van Palawan).
- O. m. romblonis: Banton, Romblon, Tablas, Sibuyan, Tres-Reyes en de Semirara-eilanden (centrale Filipijnen).
- O. m. sibutuensis: Tumindao en Sibutu (zuidwestelijke Sulu-eilanden).

## Status
De grootte van de populatie wordt geschat op 6-15 duizend volwassen vogels. Op de Rode lijst van de IUCN heeft deze soort de status niet bedreigd.